# Cavariella indica
Cavariella indica är en insektsart. Cavariella indica ingår i släktet Cavariella och familjen långrörsbladlöss. Inga underarter finns listade i Catalogue of Life.